# Venados de Mazatlán
Uniformes
Venados de Mazatlán est un club mexicain de baseball évoluant en Ligue mexicaine du Pacifique. Fondé en 1945, le club basé à Mazatlán dispute ses matchs à domicile à l'Estadio Teodoro Mariscal, enceinte de 14 000 places assises inaugurée en 1962.
Les Venados (cervidés en français) comptent quatorze titres domestiques et deux succès en Série des Caraïbes.
Le club a aussi une section Basket.

## Palmarès
- Champion de la Ligue mexicaine du Pacifique (14) : 1946, 1953, 1954, 1955, 1958, 1974, 1977, 1987, 1993, 1998, 2005, 2006, 2009, 2016
- Série des Caraïbes (2) : 2005, 2016.

## Histoire
Le club est fondé en 1945.